# Ciudad Bolívar (Antioquia)
Ciudad Bolívar, también llamado Bolívar, es un municipio de Colombia, localizado en la subregión Suroeste del departamento de Antioquia. Limita por el norte con el municipio de Salgar, por el este con los municipios de Salgar, Pueblorrico e Hispania, por el sur con el municipio de Betania, y por el oeste con el departamento de Chocó.

## Historia
Aunque la fecha precisa de la fundación de Ciudad Bolívar conocido como la ciudad bolivarense no ha podido determinarse con claridad a partir de los registros históricos, se calcula que la fundación de esta ciudad tuvo lugar entre los años 1839 y 1853. 
Sobre antecedentes antiguos de este distrito, y de acuerdo con relatos fiables, se dice que los primeros pobladores de Ciudad Bolívar fueron arrieros paisas que en esos tiempos anduvieron de exploración y apenas de paso por la región. Estos arrieros andarían en planes de colonizar nuevas tierras. Se sabe de algunos arrieros antioqueños de apellidos Vélez, y también de  otros colonizadores de apellidos Uribe, Diosa, Restrepo y González. 
Quizá estos primeros colonos que permanecieron allí inicialmente esperaban encontrar rutas hacia el departamento de Chocó. Quizá iban en búsqueda de cultivos y otras riquezas probablemente auríferas.
Al parecer, los primeros asentamientos de estos colonizadores fueron en una zona en las inmediaciones de donde hoy está el pueblo, más precisamente en el Corregimiento de San Bernardo de los Farallones, al cual también se le había asignado en aquellas épocas el nombre de Quebradona. 
Luego de habitar el lugar por muchos años, los fundadores y colonizadores trataron infructuosamente de convertirlas en territorio con vida independiente dentro del departamento de Antioquia. 

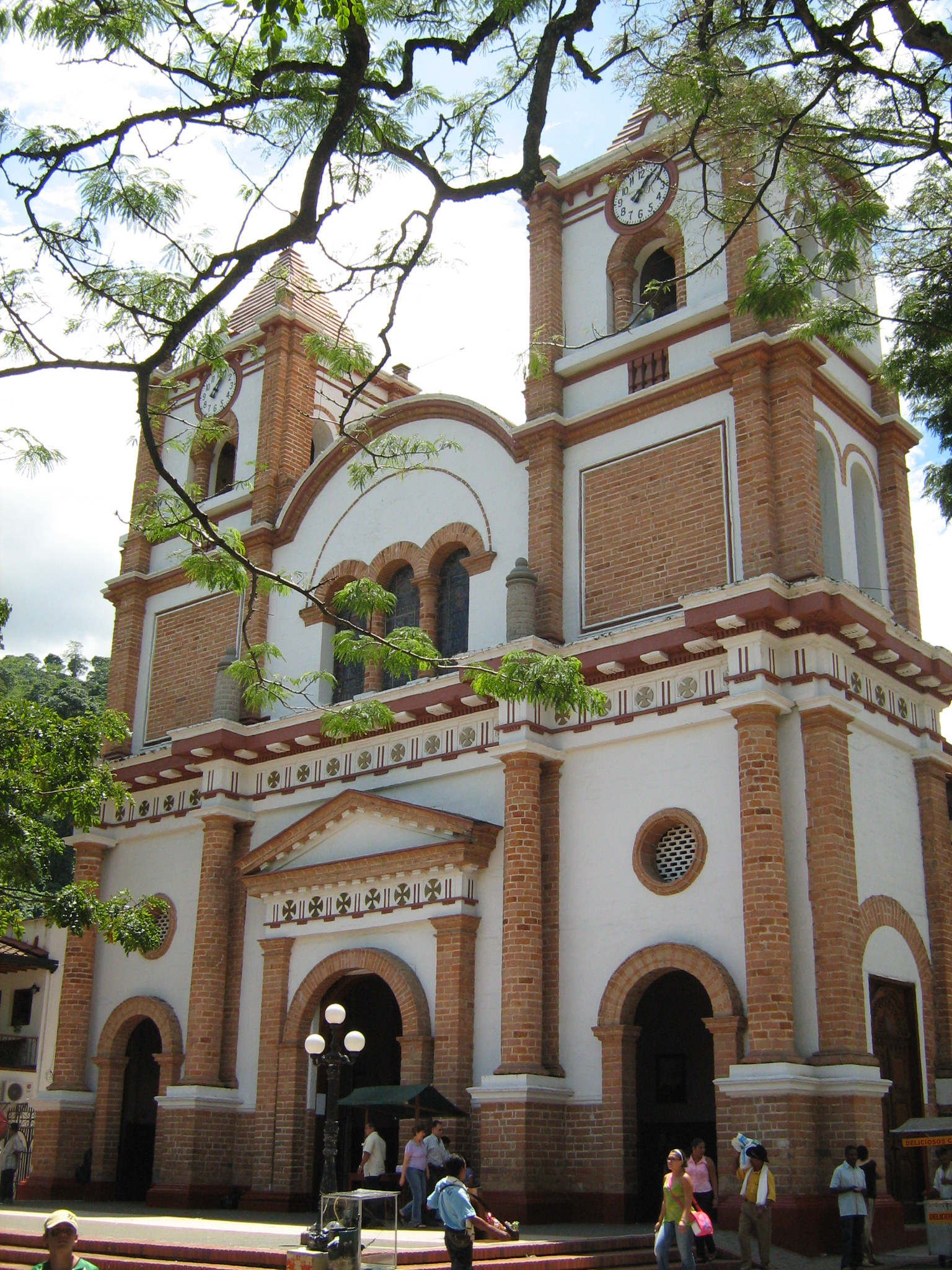
Iglesia de la Inmaculada Concepción.

Pero solo después de largos intentos que durarían hasta 1869 se consigue ese propósito. Ya en 1961, tras una iluminada ponencia sometida al gobierno por un apreciado señor de nombre Don Pedropé Puerta Restrepo, la Asamblea Departamental de Antioquia, mediante ordenanza, le concedió a la comarca el nombre de Ciudad Bolívar, y la llamó así para diferenciarla de varias otras que siguiendo el nombre del Libertador Simón Bolívar, llevaban o querían llevar dicho nombre. 
Ciudad Bolívar es fundamental en la zona denominada hoy día, Eje Cafetero. Dice al respecto algún cronista: “A pesar de los vientos fuertes que de contenido cultural invaden la mentalidad juvenil, nuestros mayores (de Ciudad Bolívar), conservan su tradición y su amor a las costumbres antioqueñas, como su más preciado patrimonio".
En esta región mucha gente ama los caballos, el chalaneo y la arriería. Por tal  circunstancia cada año durante el segundo puente de noviembre, la población celebra sus tradicionales fiestas del arriero para mantener vivo el interés pueblerino en estas costumbres inmarcesibles. 
Los habitantes de Ciudad Bolívar son por tradición cordiales. Esta gran población, lejana del bullicio, dispone de muy buen servicio de hotelería, y está ubicada en un valle de brisa suave, en la zona lejana del "Suroeste" del departamento de Antioquia.

## Generalidades
- Fundación: 5 de agosto de 1839
- Erección en municipio: Ley N.º 54 del 22 de septiembre de 1869
- Fundador: Antonio de Jesús Uribe
- Apelativo: Cuna de arrieros

En términos de su apelativo, el municipio de Ciudad Bolívar se conoce como "Capital del Suroeste de Antioquia". Este municipio se ha denominado Ciudad Bolívar desde el año de 1962. Los nombres más antiguos que ostentó con anterioridad fueron San Juan, en 1853, Quebradona en 1865, y por fin Bolívar en 1869.
En la región habitaban todavía las familias indígenas de los Naratupes y los Chamíes, descendientes de la tribu del Cacique Barroso.
Ciudad Bolívar es un distrito de caballistas, uno de los mejores destinos turísticos de Antioquia si se quiere hacer una cabalgata por los viejos caminos, en medio de una vegetación exuberante, paisajes amplios y majestuosos. El Parque Principal, atravesado por la vía al Chocó, es presidido por imponentes samanes que dan sombra todo el día para disfrutar de uno de los mayores placeres que ofrecen los pueblos antioqueños: la tertulia con amigos al calor de una taza de café (" un tinto"). El ecoturismo se encuentra en pleno auge en la actualidad.

## División Político-Administrativa
Además de su Cabecera municipal. Ciudad Bolívar tiene bajo su jurisdicción los siguientes corregimientos (de acuerdo a la Gerencia departamental):
- Alfonso López
- La Linda
- San Bernardo de Los Farallones

## Demografía
Población Total: 26 118 hab. (2018)
- Población Urbana: 15 604
- Población Rural: 10 514

Alfabetismo: 82.4% (2005)
- Zona urbana: 84.3%
- Zona rural: 79.7%

### Etnografía
Según las cifras presentadas por el DANE del censo 2005, la composición etnográfica del municipio es: 
- Mestizos & Blancos (93,8%)
- Afrocolombianos (5,3%)
- indígenas (0,9%)

## Transporte
Rápido Ochoa; 
COTRACIBOL; 
SURANDINA DE TRANSPORTES

## Economía
Las principales actividades económicas de Ciudad Bolívar han sido la agricultura y el comercio. Su economía se basa en el cultivo del café. El distrito es uno de los principales productores del mejor café del mundo. En efecto, Ciudad Bolívar produce el llamado Café Gourmet, que representa entre un 70 y hasta 80 % de la base económica de este distrito. En importancia, le siguen en lo agrícola el fríjol, la caña de azúcar panelera, el plátano, la yuca y las secadoras de café.
Entre sus principales empresas están algunas ya con proyecciones a nivel internacional:
- Agropecuaria Farallones: Producción y Comercialización de Café Tostado, marca "Café Milagro".

- COTRACIBOL.

- AGROCIBOL

- OROESPRESS joyería.

- Avícola El Triángulo.

- Distribuidora MERKSUR.

- Panificadora Iberu.

- C.I Balsur ltda.

- La Foret SAS.

- Inversiones Comerciales Suroeste, Marca: "Tinto".
- Joobuild APP.

- Cafeexcol SAS/Marca: "Café Don Tulio".

- Café Marne.

- finca hotel el tesoro.

- El Comediante (Campestre).

Ciudad Bolívar cuenta con una ubicación estratégica para el desarrollo de proyectos inmobiliarios, industriales y logísticos; ya que al estar en inmediaciones de los departamentos de Antioquia y Choco (departamento con grandes recursos naturales), los cuales están conectados por una vía que está siendo adecuada por el gobierno nacional para el transporte de carga, y que esta conectado a tan solo 30 minutos de forma directa con la red de autopistas de cuarta generación que conectara el departamento de Antioquia a través de vías Rápidas (Doble Calzada) con el Océano Atlántico a través del Puerto Antioquia Urabá (en construcción); y el océano Pacífico a través del puerto de buenaventura en el departamento del Valle del Cauca. Constituyendo todas estas variables una oportunidad de oro para empresas cuyas materias primas provengan del departamento del Choco y cuyos productos terminados se exporten a través de alguno de estos puertos al exterior, puedan disminuir sus costos y hacer más eficientes sus procesos logísticos y por ende ser más competitivos en los mercados globales.
Otras fortalezas económicas de Ciudad Bolívar son el ganado vacuno y el comercio.

## Fiestas
- Fiestas del Arriero, en el segundo puente festivo del mes noviembre, se viene celebrando desde los años 1950.
- Festival ENTRE CULTURAS, en el segundo puente festivo del mes de agosto, se viene celebrando el festival que destaca lo cultural, artístico y propio de Ciudad Bolívar y el Suroeste Antioqueño.
- Fiestas de la Piedra, en el mes de marzo.
- Fiestas patronales de la Inmaculada Concepción, en el mes de diciembre.
- Cumpleaños del Municipio.
- Semana Santa época en la cual se realiza la tradicional peregrinación al sitio conocido como "El Cristo", Calvario del padre Francisco Luis Lema.

## Sitios de interés y destinos ecológicos

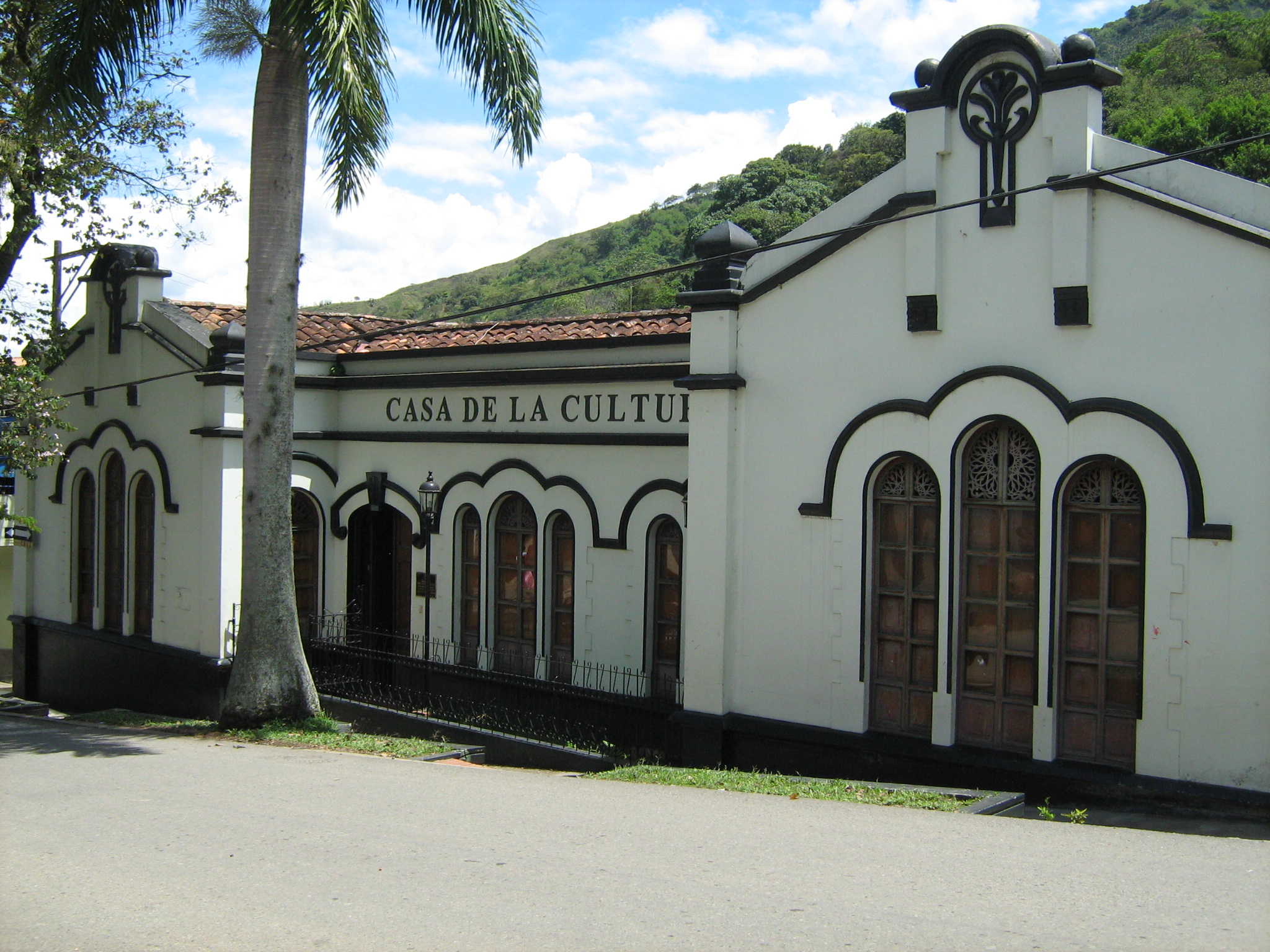
Casa de la Cultura Ernesto María González Vélez.

- Iglesia parroquial de su madre la Inmaculada Concepción. Se comenzó en 1872 y se terminó en 1915. Allí reposan los restos de los presbíteros Eufrasio Rojas, a quien se debe la construcción del templo, y del presbítero Francisco Luis Lema, reconocido por su labor misionera en el municipio y quien perdió la vida en un accidente de tránsito a las afueras del municipio.
- El parque del Café del Suroeste el Samán, está ubicado en le municipio de Ciudad Bolívar suroeste de Antioquia. Un ambiente campestre donde disfrutan de un lugar de descanso y recreación con los mejores servicios.
- El Comediante. Bar-Restaurante y alojamiento rural. Ubicado a 10 Min del parque principal, iniciando la vía hacia la vereda El Manzanillo. Fundado por el creador del Almanaque Frisol. Encontraras todo un ambiente vintage y de comedia.
- Hostería san Juan de Bolívar: Todo porque Usted se lo merece lo invitamos a disfrutar de un Espacio Campestre renovado para que nuestros Huéspedes experimenten una estadía relajante con una Ubicación Estratégica Urbana Campestre.
- Finca hotel lagos del Citara: un paraíso en el suroeste Antioqueño. Cómodas y confortables cabañas, casa hotel dotada con todos los servicios, zona húmeda, piscina, jacussi y río natural. Servicio de restaurante y bar. Pesca deportiva, cabalgatas y caminatas ecológicas.
- Parque Principal. Es un parque amplio, con buena iluminación, y su arquitectura se conserva en un 70% original. Está bajo la sombra de doce árboles samanes, y está dividido por la carretera nacional que conduce al departamento del Chocó.
- Farallones del Citará. En el corregimiento San Bernardo de los Farallones, reserva forestal que comparte con Betania y puede ser visitado por los amantes del ecoturismo. Riqueza en flora y fauna digna de admirar.
- Avenida Las Palmas. Exultantes damas se empinan en esta avenida para ser admiradas: son palmas reales que proporcionan sombra a paseantes y pobladores.
- Panadería Productos Iberu. Ubicada 20 metros antes del parque principal por la avenida Las Palmas, se puede degustar allí un exquisito desayuno antioqueño y las famosas "lenguas" y "rollos rojos" o "liberales", productos insignia del suroeste del departamento.
- Casa de la Cultura Ernesto María González Vélez. Diseñada en 1922 por Agustín Goovaerts. Es un espacio donde los amantes de la cultura pueden visitar el Museo Histórico de Ciudad Bolívar.
- Ecoparque Farallón. En el corregimiento San Bernardo de los Farallones, este ecoparque turístico es un sitio propicio para el descanso. Se pueden realizar actividades recreativas y deportivas.
- Parque Naratupe - Zona Rosa. Ubicado en la zona rosa del municipio. En este lugar se concentran los jóvenes para disfrutar de la música y el baile. En el marco de la plaza hay tabernas, bares, fondas, zona de comidas rápidas y restaurantes.
- Finca La Gloria. En ella pueden rentar caballos y pasearse por los cultivos de caña de azúcar, la molienda de panela y algunas piscinas naturales.
- Convento de las Hermanas Concepcionistas.
- Hacienda La Girardot. Finca panelera y cafetera, con molienda y aromas dulces.
- Cascada La Colecaballo. De 40 m de altura, ubicada en Monteblanco, con trucheras aledañas y alquiler de caballos cercano.
- Trucheras del Empuje. Allí se hace todo el proceso de desarrollo de la famosa trucha arco iris.
- La Piedra del Indio, cueva con charcos naturales que sirvió como sitios de asentamiento a las comunidades indígenas que poblaban la zona.
- Parque del Arriero. Este cerro es un mirador turístico donde se divisa una magnífica panorámica del municipio. Está ubicado en la parte oriental del municipio y su acceso es por un camino adoquinado. Al llegar a la cima se encuentra la imagen de Cristo Rey.
- Resguardo indígena Hermeregildo Chakiama. En este lugar habita la comunidad indígena Emberá Chamí. Cuenta con placa deportiva, senderos y 43 casas. Su lengua es el Chamí y tienen como sistema de gobierno el cabildo. Los indígenas cultivan café, productos de pan coger, plantas medicinales y elaboran artesanías.
- Cerros de la Cruz y Monteblanco.
- Molienda Panelera Amaranto, trapiche comunitario de carácter agroindustrial, donde se transforma la caña de azúcar en panela y blanquiao.
- Río Farallón. Nace en los Farallones del Citará, sus aguas son limpias y forman piscinas naturales. En sus alrededores se encuentra una gran diversidad de fauna y vegetación.
- Mirador Alto de La Mesa. En este mirador se puede disfrutar de un bello panorama del valle del río Bolívar. Allí se realizan caminatas y cuenta con zona para acampada; además en el sector de la Hacienda Valparaíso y el cañón del río Farallón, se pueden encontrar balnearios naturales.
- Charco de los patos: ubicado en el corregimiento San Bernando de los farallones.